# Shiva Keshavan
Pour les articles homonymes, voir Keshavan.
Shiva Keshavan, né le 25 août 1981 à Manali, est un lugeur indien. Précoce athlète olympique à seulement 16 ans, il est le premier lugeur indien à représenter son pays aux Jeux olympiques d'hiver. Il se qualifie et participe à six Olympiades entre 1998 et 2018. 

## Biographie
Shiva Keshavan grandit dans la chaîne de l'Himalaya dans un petit village montagneux du nord de l'État de Himachal Pradesh. Sa mère Rosalba, italienne, et son père Sudhakaran Palankandy, qui vient du sud de l'Inde, se sont rencontrés alors qu'ils étaient tous deux routards dans l'Himalaya,,. Il commence à skier jeune avec des skis en bois fabriqués par sa famille,. Sans remontée mécanique, il doit remonter à pieds la côte de 300 mètres après chaque descente. Ses grands-parents italiens lui offrent une luge en plastique pour Noël et il est le seul à descendre en luge.
En 1995, alors qu'il a 15 ans, Keshavan est un skieur reconnu mais ne vise pas de concourir internationalement lorsque Günther Lemmerer visite son école de ski pour faire une détection pour le compte de la Fédération internationale de luge. La fédération est à la recherche de nouveaux pays et Lemmerer le sélectionne pour essayer la luge lors d'un camp d'entraînement. L'année suivante, il l'emmène sur sa première course en Autriche et bien qu'il se casse le pied, l'Indien réalise un temps assez bon pour envisager une qualification pour les Jeux olympiques d'hiver de 1998.
Bien qu'il termine dans les dernières places des étapes de Coupe du monde auxquelles il participe, ses temps permettent à Shiva Keshavan obtenir sa place pour les Jeux de Nagano. Il marque l'histoire en étant le lugeur le plus jeune à se qualifier pour les Jeux olympiques à seulement 16 ans. Le 7 février 1998, il devient le premier athlète indien à défiler lors d'une cérémonie d'ouverture des Jeux olympiques d'hiver. L'Inde, considérant les sports d'hiver comme négligeable, ne lui prépare pas un uniforme aux couleurs nationales et Keshavan défile avec des vêtements bleus et rouges. Porte-drapeau, il est accompagné par son père qui le suit en tant que directeur de l'équipe. À 18 ans, il termine la compétition des Jeux de Nagano à la 28ème place sur 34 au lendemain de la cérémonie d'ouverture. Il ne peut rentrer dans le village olympique parce son pays n'a pas envoyé aux organisateurs les papiers nécessaires.
Quatre ans plus tard, l'équipe italienne lui offre d'utiliser ses installations et entraîneurs ainsi qu'un emploi dans la police entre chaque saison s'il accepte de concourir sous leur drapeau, ce qu'il refuse. Keshavan travaille comme serveur et pizzaïolo dans le restaurant italien de ses parents entre chaque compétition. À cause d'un retard aérien, il manque à Montréal le bus prévu pour se rendre au village olympique des Jeux olympiques de 2002 et doit faire de l'auto-stop jusqu'à la frontière américaine pour prendre un bus afin de rejoindre Salt Lake City,. Ne pouvant pas payer les 10 dollars de frais à la frontière américaine, il est aidé par un agent à la frontière qui paie la taxe frontalière pour lui. En 2005, il remporte sa première médaille continentale sur la Coupe d'Asie et est célébré comme un héros dans son village dans une cérémonie avec des fleurs. En 2008, Coca-Cola est la première marque à le sponsoriser.
En 2012, l'association olympique indienne est mêlée dans une affaire de corruption qui l'exclut des compétitions organisées par le CIO. Shiva Keshavan doit participer aux Jeux de Sotchi en 2014 sous la bannière neutre du CIO en tant qu'athlète indépendant. Il s'illustre en retrouvant à haute vitesse une bonne position sur sa luge après avoir chuté dans un virage.
Entraîné par l'ancien directeur technique de l'équipe de luge américain Duncan Kennedy (lige) (en) à partir de 2014, il remporte deux nouveaux titres de champion de luge d'Asie en 2016 et 2017,. Dans les mois qui suivant son quatrième sacre asiatique, Shiva Keshavan se qualifie pour sa sixième olympiade en obtenant les points nécessaires sur le circuit mondial. En difficulté pour financer les coûts de sa participations aux Jeux, il en appelle publiquement au ministre des sports indien. Alors qu'il a annoncé que les Jeux olympiques de PyeongChang seraient ses derniers, il termine à la 34e place de la compétition, perdant trois secondes par rapport aux premiers dès la première manche. Peu aidé par son pays, il se dit fatigué de voyager dans des conditions difficiles face à des écuries aux grands moyens que sont les nations européennes.

## Palmarès
Résultats aux Jeux olympiques d'hiver
- 28e en luge simple en 1998 à Nagano, Japon.
- 33e en luge simple en 2002 à Salt Lake City, États-Unis.
- 25e en luge simple en 2006 à Turin, Italie.
- 29e en luge simple en 2010 à Vancouver, Canada.
- 37e en luge simple en 2014 à Sotchi, Russie.
- 34e en luge simple en 2018 à PyeongChang, Corée du Sud.

Résultats aux Championnats asiatiques
- Médaille de bronze aux Championnats asiatiques 2005 à Nagano, Japon.
- Médaille de bronze aux Championnats asiatiques 2008 à Nagano, Japon.
- Médaille d'argent aux Championnats asiatiques 2009 à Nagano, Japon.
- Médaille d'or aux Championnats asiatiques 2011 à Nagano, Japon.
- Médaille d'or aux Championnats asiatiques 2012 à Nagano, Japon.
- Médaille d'argent aux Championnats asiatiques 2013 à Nagano, Japon.
- Médaille d'argent aux Championnats asiatiques 2014 à Nagano, Japon.
- Médaille d'argent aux Championnats asiatiques 2015 à Nagano, Japon.
- Médaille d'or aux Championnats asiatiques 2016 à Nagano, Japon.
- Médaille d'or aux Championnats asiatiques 2017 à Altenberg, Allemagne.